# Motherload
Motherload est un jeu vidéo de Xgen studio lancé en 2004 et existant en deux éditions : Goldium edition et Miniclip edition.
Le jeu consiste à creuser dans le sol pour finir par tuer Satan. Au fur et à mesure de la progression, de nouveaux minéraux se présentent : platine, einsteinium, etc. Avec l'argent accumulé, le joueur peut acheter de meilleurs moteurs et autres équipements.

## Minéraux
Dans Motherload, il est possible d'obtenir des minéraux et de les revendre (la principale façon de se faire de l'argent dans le jeu). Les voici;
| Minéral             | Prix      | Points    | Poids(kg) | Profondeur commune (pieds)                                                       |
| ------------------- | --------- | --------- | --------- | -------------------------------------------------------------------------------- |
| Ironium (Fer)       | 30 $      | 1 500     | 10 kg     | Toutes profondeurs                                                               |
| Bronzium (Bronze)   | 60 $      | 3 000     | 10 kg     | Toutes profondeurs                                                               |
| Silverium (argent)  | 100 $     | 5 000     | 10 kg     | Présent de 0 à -499/commun en dessous de -500                                    |
| Goldium (Or)        | 250 $     | 12500     | 20 kg     | Présent 0 à -999/commun en dessous de -1000                                      |
| Platinium (Platine) | 750 $     | 37 500    | 30 kg     | Rare de 0 à -999/présent de -1000 à -1999/commun en dessous de -2000             |
| Einsteinium         | 2 000 $   | 100 000   | 40 kg     | Rare de 0 à -1999/commun en dessous de -2000                                     |
| Emeralds (Émeraude) | 5 000 $   | 250 000   | 60 kg     | Normalement absent de 0 à -1999/rare de -2000 à -3499/commun en dessous de -3500 |
| Rubies (Rubis)      | 20 000 $  | 1 000 000 | 80 kg     | Normalement absent de 0 à -3499/rare de -3500 à -4499/commun en dessous de -4500 |
| Diamond (Diamant)   | 100 000 $ | 5 000 000 | 100 kg    | Normalement absent de 0 à -4999/commun en dessous de -5000                       |
| Amazonite           | 500 000 $ | 5 000 000 | 120 kg    | Minéral le plus rare (progressons instable selon la profondeur) environ -6000    |

## Inventaire
L'inventaire est l'ensemble des accessoires que vous possédez. Ils peuvent servir à différentes tâches :
- Réservoir d'essence de secours : Le réservoir vous offre la possibilité de récupérer de l'essence si vous en manquez. Appuyez sur « F » (pour fuel en anglais) pour l'utiliser. Il coûte 2 000 $.
- Nanobots de réparation : Ces petits robots peuvent réparer votre foreuse en vous redonnant des points de vie. Appuyez sur « R » (pour repair en anglais) pour l'utiliser. Il coûte 7 500 $ et redonne 30 points de vie
- Dynamite : Un explosif qui détruit tout à une case autour de la foreuse. Appuyez sur « X » pour l'utiliser. Elle coûte 2 000 $.
- Explosifs (C4) : Un explosif qui détruit tout à deux cases de la foreuse. Appuyez sur « C » pour l'utiliser. Il coûte 5 000 $.
- Transporteur quantique : Un article qui vous permet de vous téléporte à la surface à une position aléatoire souvent entre 0 et 50 pieds. Il peut aussi vous projeter dans une direction involontaire. Appuyez sur « Q » pour vous téléporter. Il coûte 2 000 $.
- Transmetteur de matière : Un objet qui vous permet de vous téléporter à la surface sans encombre. Il coûte 10 000 $. Appuyer sur « M » pour l'utiliser.

## Trésors
Les trésors sont présents dans ce jeu. Ils se présentent sous quatre formes distinctes.On les retrouve sans ordre commun et donnent de l'argent instantanément. Les voici :
| Nom                  | Points    | Prix     |
| -------------------- | --------- | -------- |
| Os de dinosaures     | 5 000 000 | 1 000 $  |
| Coffre               | 5 000 000 | 5 000 $  |
| Squelette de martien | 5 000 000 | 10 000 $ |
| Artéfact religieux   | 5 000 000 | 50 000 $ |

## Équipement
Dans le jeu, il est possible d'acheter des équipements pour améliorer les attributs de votre foreuse.

### Perceuse
La perceuse permet entre autres de creuser la terre plus rapidement. Il est possible d'en acheter des meilleures au bric-à-brac.
| Nom                  | Prix      | Pieds/seconde         |
| -------------------- | --------- | --------------------- |
| Perceuse d'argent    | 750 $     | 28 pieds par seconde  |
| Perceuse d'or        | 2 000 $   | 40 pieds par seconde  |
| Perceuse d'émeraude  | 5 000 $   | 50 pieds par seconde  |
| Perceuse en rubis    | 20 000 $  | 70 pieds par seconde  |
| Perceuse en diamant  | 100 000 $ | 95 pieds par seconde  |
| Perceuse d'amazonite | 500 000 $ | 120 pieds par seconde |

### Cloisons/coque
La cloison ou coque est la principale protection de la foreuse. La cloison permet de résister aux impacts, aux explosions de pochettes de gaz ou encore aux pochettes de magma. Si la jauge de la cloison (hull) tombe à zéro, c'est la fin de la partie.
| Nom                 | Prix      | Énergie |
| ------------------- | --------- | ------- |
| Coque de fer        | 750 $     | 17      |
| Coque de bronze     | 2 000 $   | 30      |
| Coque d'acier       | 5 000 $   | 50      |
| Coque de platine    | 20 000 $  | 80      |
| Coque d'einsteinium | 100 000 $ | 120     |
| Bouclier d'énergie  | 500 000 $ | 180     |